# Kamieniec (gromada w powiecie radziejowskim)
Kamieniec – dawna gromada, czyli najmniejsza jednostka podziału terytorialnego Polskiej Rzeczypospolitej Ludowej w latach 1954–1972.
Gromady, z gromadzkimi radami narodowymi (GRN) jako organami władzy najniższego stopnia na wsi, funkcjonowały od reformy reorganizującej administrację wiejską przeprowadzonej jesienią 1954 do momentu ich zniesienia z dniem 1 stycznia 1973, tym samym wypierając organizację gminną w latach 1954–1972.
Gromadę Kamieniec z siedzibą GRN w Kamieńcu utworzono – jako jedną z 8759 gromad na obszarze Polski – w powiecie aleksandrowskim w woj. bydgoskim, na mocy uchwały nr 24/1 WRN w Bydgoszczy z dnia 5 października 1954. W skład jednostki weszły obszary dotychczasowych gromad Czamanin, Chalno (bez kolonii Chalno), Kamieniec, Kamieńczyk, Kozjaty i Wola Jurkowa oraz miejscowości Świnki wieś, Olszak wieś, Olszaczek wieś, Sadziska wieś i Kamieńczyk kolonia z dotychczasowej gromady Świnki ze zniesionej gminy Czamanin w tymże powiecie. Dla gromady ustalono 21 członków gromadzkiej rady narodowej.
1 stycznia 1956 gromada weszła w skład nowo utworzonego powiatu radziejowskiego w tymże województwie.
Gromadę zniesiono 1 stycznia 1969, a jej obszar włączono do gromady Topólka w tymże powiecie.